# غيل غرينوود
غيل غرينوود (بالإنجليزية: Gail Greenwood)‏ هي موسيقية وعازفة قيثارة أمريكية، ولدت في 10 مارس 1960.

## وصلات خارجية
- غيل غرينوود على موقع ميوزك برينز (الإنجليزية)
- غيل غرينوود على موقع ديسكوغز (الإنجليزية)